# Dimítrios Bótsaris
Pour les articles homonymes, voir Botzaris.
Dimítrios Bótsaris (en grec moderne : Δημήτριος Μπότσαρης) est né à Soúli en 1808 et mort à Athènes le 10 septembre 1892. Issu de la famille Bótsaris, c'est un combattant de  la guerre d'indépendance grecque et un homme politique hellène, qui occupe notamment le poste de ministre de la Guerre.